# Watsonisuchus
Watsonisuchus is een geslacht van uitgestorven temnospondyle Batrachomorpha (basale 'amfibieën'). Het leefde in het Vroeg-Trias (Hindu / Olenekien, ongeveer 251 - 249 miljoen jaar geleden). Zijn fossiele overblijfselen zijn gevonden in Australië en Zuid-Afrika.

## Naamgeving
Het geslacht Watsonisuchus werd in 1966 door Ochev benoemd en omvatte een soort temnospondyle amfibie die een paar jaar eerder door David Meredith Seares Watson  werd beschreven en Wetlugasaurus magnus werd genoemd, 'de grote'. Ochev realiseerde zich dat deze soort andere kenmerken bezat dan de andere soorten die aan Wetlugasaurus werden toegeschreven en daarom stelde hij een nieuw geslacht in om het te huisvesten en dat hij naar Watson vernoemde.
Het holotype is UMZC T.173, de achterkant van een onderkaak en stukken van een dentarium. Het materiaal is van zo'n slechte kwaliteit dat de soort vaak als een nomen dubium wordt beschouwd.
Naast Watsonisuchus magnus uit Zuid-Afrika, werden later desalniettemin andere soorten toegeschreven aan het geslacht Watsonisuchus, waaronder Watsonisuchus gunganj en Watsonisuchus rewanensis, allemaal afkomstig uit het Australische Vroeg-Trias. Andere overblijfselen toegeschreven aan Watsonisuchus zijn ontdekt in Zuid-Afrika (Damiani et al., 2001). Andere soorten die in het verleden aan dit geslacht werden toegeschreven, werden later toegeschreven aan andere geslachten, zoals Watsonisuchus madagascariensis (= Edingerella madagascariensis) en Watsonisuchus aliciae (= Warrenisuchus aliciae).

## Beschrijving
Watsonisuchus was middelgroot en kon meer dan anderhalve meter lang worden. Het uiterlijk, zoals dat van veel vergelijkbare amfibieën uit het Trias, moet vaag hebben geleken op dat van een krokodil. De schedel was ongeveer vierentwintig centimeter lang en bezat de typische driehoekige en relatief afgeplatte vorm van de capitosauriërs. De oogkassen waren ovaal, terwijl in het achterste deel van de schedel zich twee brede en afgeronde otische inkepingen bevonden. Het supraorbitale sensorische kanaal was, in tegenstelling tot andere vergelijkbare vormen, bijna afwezig. Er was een temporale fossa en, althans bij sommige soorten van het geslacht, een sterk haakvormig postorbitale, anterolateraal verbreed, waarbij het voorste deel het midden van de oogkas overschreed (Maganuco et alii, 2009).

## Classificatie
Watsonisuchus wordt beschouwd als een basale vertegenwoordiger van de capitosauriërs, een grote groep 'amfibieën' die typisch is voor het Trias, met een vergelijkbaar uiterlijk en gewoonten als die van krokodillen. Watsonisuchus bezat een aantal verouderde kenmerken (bijvoorbeeld de zeer grote en open otische inkeping) die niet worden gevonden in de meer afgeleide vormen.